# UEFA Nations League 2022-2023 - Lega D
Questa voce raccoglie un approfondimento sulle gare della Lega D dell'UEFA Nations League 2022-2023. La fase a gironi della Lega D si è disputata tra il 2 giugno e il 26 settembre 2022.

## Formato
Nella Lega D partecipano le 5 squadre classificate dal cinquantunesimo al cinquantacinquesimo posto nella classifica finale della UEFA Nations League 2020-2021, alle quali si aggiungono le 2 perdenti degli spareggi della Lega C; le 7 partecipanti vengono divise in due gruppi: un gruppo composto da quattro squadre e un gruppo composto da tre squadre. Ogni squadra gioca quattro o sei incontri: quattro partite nel mese di giugno e due nel mese di settembre. La fase a gironi di questa edizione del torneo viene disputata in questi mesi in quanto il campionato mondiale di calcio 2022 si disputa a fine anno. Le squadre vincitrici di ogni raggruppamento vengono promosse nella Lega C della UEFA Nations League 2024-2025.

## Squadre partecipanti
Le squadre sono state assegnate alla Lega D in base alla lista d'accesso della UEFA Nations League 2022-2023, la quale si basa sulla classifica finale dell'edizione precedente: alle 5 squadre rimaste in Lega D viene attribuito il numero di accesso corrispondente alla posizione nella classifica finale dell'edizione passata, mentre alle 2 perdenti degli spareggi della Lega C vengono attribuiti i numeri 49-50. Le urne per il sorteggio, composte una da quattro squadre e l'altra da tre squadre, sono state annunciate il 22 settembre 2021.
| Squadra       | Rank |
| ------------- | ---- |
| Estonia       | 49   |
| Moldavia      | 50   |
| Liechtenstein | 51   |
| Malta         | 52   |

| Squadra    | Rank |
| ---------- | ---- |
| Lettonia   | 53   |
| San Marino | 54   |
| Andorra    | 55   |

Il sorteggio per la fase a gironi si è svolto il 16 dicembre 2021 alle ore 18:00 CET a Nyon, in Svizzera. Nell'urna 1 l'identità dei perdenti degli spareggi della Lega C della UEFA Nations League 2020-2021 non era nota al momento del sorteggio in quanto gli incontri in programma nel marzo 2022. Il programma della fase a gironi è stato confermato dalla UEFA il giorno successivo alla disputa del sorteggio.

## Gruppo 1

### Classifica
| Pos | Squadra       | Pt | G | V | N | P | GF | GS | DG  |
| --- | ------------- | -- | - | - | - | - | -- | -- | --- |
| 1.  | Lettonia      | 13 | 6 | 4 | 1 | 1 | 12 | 5  | +7  |
| 2.  | Moldavia      | 13 | 6 | 4 | 1 | 1 | 10 | 6  | +4  |
| 3.  | Andorra       | 8  | 6 | 2 | 2 | 2 | 6  | 7  | -1  |
| 4.  | Liechtenstein | 0  | 6 | 0 | 0 | 6 | 1  | 11 | -10 |

### Risultati
| Arbitro: | Tomasz Musiał |

|                                       |           |  |
| Uldriķis 9’, 77’ Ikaunieks 85’ (rig.) | Marcatori |  |

| Arbitro: | Giorgi Kruashvili |

|  |           |                                    |
|  | Marcatori | 5’ (rig.) Nicolăescu 90+1’ Bolohan |

| Arbitro: | Mario Zebec |

|             |           |  |
| Zjuzins 73’ | Marcatori |  |

| Andorra la Vella 6 giugno 2022, ore 20:45 UTC+2 | Andorra        | 0 – 0 referto | Moldavia | Stadio Nazionale (756 spett.)\| Arbitro: \| Lionel Tschudi \| |
| Arbitro:                                        | Lionel Tschudi |               |          |                                                               |

| Arbitro: | Andrew Madley |

|                                 |           |                                        |
| Nicolăescu 5’ (rig.) Moțpan 64’ | Marcatori | 19’, 60’ Gutkovskis 26’, 75’ Ikaunieks |

| Arbitro: | Nejc Kajtazovic |

|                            |           |             |
| Aláez 78’ (rig.) Rubio 82’ | Marcatori | 90+3’ Meier |

| Arbitro: | Peter Kjaesgaard |

|                                           |           |              |
| Caimacov 26’ (rig.) Nicolăescu 50’ (rig.) | Marcatori | 45+4’ Vieira |

| Arbitro: | Aleksandar Stavrev |

|  |           |                     |
|  | Marcatori | 20’, 28’ Gutkovskis |

| Arbitro: | António Nobre |

|               |           |                            |
| Ikaunieks 55’ | Marcatori | 26’ Revenco 45’ Nicolăescu |

| Arbitro: | Juxhin Xhaja |

|  |           |                     |
|  | Marcatori | 4’ Rosas 80’ Cervós |

| Arbitro: | Anastasios Papapetrou |

|           |           |                |
| Rosas 88’ | Marcatori | 50’ Gutkovskis |

| Arbitro: | Stéphanie Frappart |

|                    |           |  |
| Stînă 90+2’, 90+4’ | Marcatori |  |

## Gruppo 2

### Classifica
| Pos | Squadra    | Pt | G | V | N | P | GF | GS | DG |
| --- | ---------- | -- | - | - | - | - | -- | -- | -- |
| 1.  | Estonia    | 12 | 4 | 4 | 0 | 0 | 10 | 2  | +8 |
| 2.  | Malta      | 6  | 4 | 2 | 0 | 2 | 5  | 4  | +1 |
| 3.  | San Marino | 0  | 4 | 0 | 0 | 4 | 0  | 9  | -9 |

### Risultati
| Arbitro: | Ioannis Papadopoulos |

|                    |           |  |
| Kirss 24’ Tamm 32’ | Marcatori |  |

| Arbitro: | Əliyar Ağayev |

|  |           |                              |
|  | Marcatori | 59’ Busuttil 75’ Guillaumier |

| Arbitro: | Bobby Madden |

|                 |           |                           |
| Hein 56’ (aut.) | Marcatori | 21’ Vassiljev 90+4’ Anier |

| Arbitro: | Dennis Higler |

|            |           |  |
| Muscat 50’ | Marcatori |  |

| Arbitro: | Daniel Siebert |

|                                 |           |                  |
| Sappinen 45+6’ (rig.) Anier 86’ | Marcatori | 51’ (rig.) Teuma |

| Arbitro: | Kateryna Monzul' |

|  |           |                                         |
|  | Marcatori | 38’, 77’ Anier 56’ Teniste 66’ Sappinen |

## Statistiche

### Classifica marcatori
5 reti
- Vladislavs Gutkovskis

4 reti
- Henri Anier

- Jānis Ikaunieks

- Ion Nicolăescu

2 reti
- Albert Rosas
- Rauno Sappinen

- Roberts Uldriķis
- Victor Stînă

1 rete
- Jordi Aláez
- Joan Cervós
- Jesús Rubio
- Márcio Vieira
- Robert Kirss
- Joonas Tamm

- Taijo Teniste
- Konstantin Vassiljev
- Artūrs Zjuzins
- Livio Meier
- Jan Busuttil
- Matthew Guillaumier

- Zach Muscat
- Teddy Teuma
- Vadim Bolohan
- Mihail Caimacov
- Nichita Moțpan
- Ioan-Călin Revenco

Autoreti
- Karl Jakob Hein (1, pro  Malta)